# Gewaltsame Aufklärung
Gewaltsame Aufklärung (englisch reconnaissance-in-force, in der ältere Literatur: gewaltsame Rekognoszierung) bezeichnet Vorgehensweisen der militärischen Aufklärung durch den Einsatz von Waffen.

## Durch Soldaten
Eine in Zahl und Kampfkraft dem Gegner entsprechende und offen agierende Truppe wird eingesetzt, um ein unerhebliches bzw. ein Scheingefecht zu provozieren. Aus den Reaktionen des Gegners können unter Umständen Rückschlüsse auf dessen zahlenmäßige Stärke, Ausrüstung, Ausbildungsstand oder auch auf seine Moral gezogen werden.

## Durch Beschuss
Durch das Feuern auf ein Gebiet, z. B. das Gefechtsfeld, oder auf vermutete bzw. aufgeklärte feindliche Stellungen mit mittelschweren oder schweren Waffen, beispielsweise Artillerie, können aus Reaktionen des Gegners verschiedene Schlüsse gezogen werden.

## Rote Armee
Bei der Roten Armee ging in der Regel in der zweiten Hälfte des Zweiten Weltkriegs jedem Angriff eine gewaltsame Aufklärung voraus. Sie diente der Erkundung der Gruppierung, des genauen Verlaufes der Hauptkampflinie, des Feuersystems, der Sperren und des Charakters der Verteidigungsanlagen des Gegners sowie der Aufklärung der Besetzung des vorderen Grabensystems, denn der Gegner reagierte auf die Artillerievorbereitung mit einem Rückzug aus den vorderen Gräben, um sie danach wieder zu besetzen.
Zudem diente sie der Verbesserung der Ausgangslage und dem Einbringen von Gefangenen, um weitere Informationen zu erlangen.
Sie fand in der Regel im Rahmen der Angriffshandlungen einer Armee oder Front statt. Um den genauen Angriffsort zu tarnen, wurde sie auf breiter Front durchgeführt. In jeder Schützendivision wurden dazu ein oder mehrere Vorausbataillone oder Kompanien gebildet.
Sie kam anfangs nur selten, verstärkt ab der Schlacht von Stalingrad, zum Einsatz. Anfangs fand sie 2 bis 10 Tage vor dem Angriff der Hauptkräfte statt, ab
der Schlacht im Kursker Bogen begann sie einen Tag, und zum Ende des Krieges unmittelbar vor dem allgemeinen Angriff.
Da der Gegner das Schema erkannte und so auf den Beginn des Angriffs schließen konnte, verstärkte man variabel die Stoßkraft der Vorausabteilungen, um gegebenenfalls sofort zum allgemeinen Angriff überzugehen.